# Equus hemionus hemippus
Âne sauvage de Syrie
Sous-espèce
Statut de conservation UICN

 EX A1b : Éteint
L’âne sauvage de Syrie, onagre de Syrie ou encore Hémippe était une sous-espèce d’Equus hemionus décrite par Saint-Hilaire.

## Description

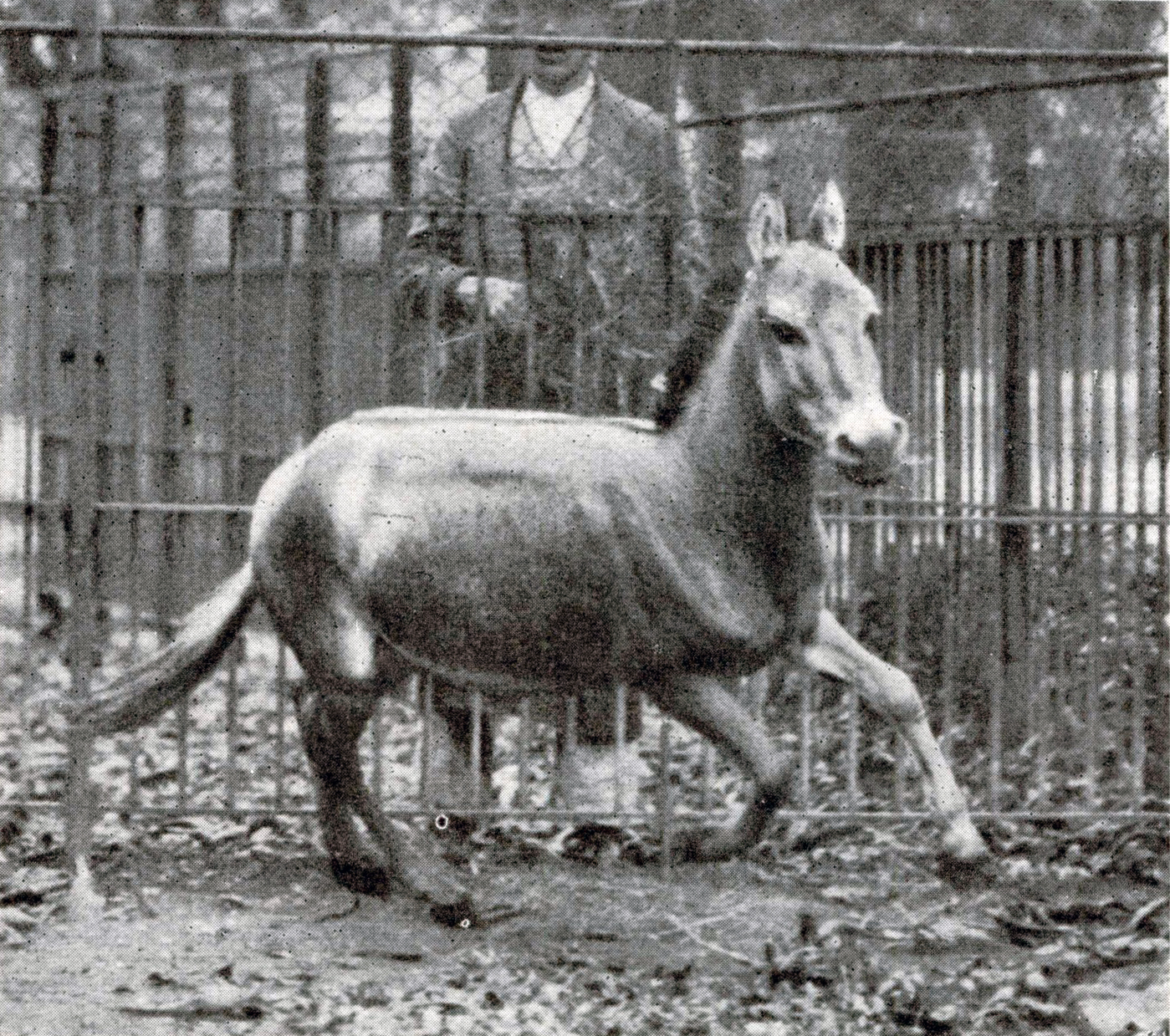
Hémippe galopant au jardin zoologique de Schönbrunn en 1915

L'hémippe, haut d'un mètre au garrot, était le plus petit équidé et il ne pouvait pas être domestiqué. Sa coloration changeait avec les saisons : un pelage olive fauve pour les mois d'été et jaune sable pâle pour l'hiver,. Il était connu, comme les autres onagres, pour être indomptable et était comparé à un cheval pur-sang pour sa beauté et sa force.

## Répartition et habitat
L'hémippe vivait en Irak, Syrie, Palestine, Jordanie et dans péninsule arabique. Son biotope était constitué de déserts, semi-déserts, prairies arides et steppes de montagne.

## Écologie et comportement

### Régime
L'âne sauvage de Syrie était un brouteur. Il se nourrissait d'herbes, de feuilles, d'arbustes ou de branches d'arbres.

### Prédation
Les ânes sauvages syriens étaient la proie des lions asiatiques, des léopards d'Arabie, des hyènes rayées, des ours bruns de Syrie, des loups d'Arabie et des tigres de la Caspienne. Les guépards asiatiques et les chacals dorés ont pu également avoir chassé leurs poulains.

## Relation avec les humains

### Préhistoire
Les os d'un âne sauvage syrien ont été identifiés sur un site archéologique datant de 11 000 ans à Göbekli Tepe, en Turquie. L'écriture cunéiforme du troisième millénaire avant notre ère rapporte la chasse d'un « équidé du désert » (anše-edin-na), apprécié pour sa viande et sa peau, qui pourrait avoir été E. h. hemippus. Bien que les ânes sauvages syriens n'aient pas été eux-mêmes domestiqués, un centre d'élevage important à Tell Brak a produit un hybride de l'âne sauvage et de l'âne, appelé kunga, qui était un animal de trait d'une grande valeur économique et symbolique pour l'élite de la Syrie et de la Mésopotamie,,.

### Sumer et les Kúnga
Le kunga, hybride d'un hémippe mâle et d'une ânesse domestique, le premier hybride d'élevage, a été utilisé comme animal de trait en Mésopotamie de 2600 avant notre ère à l'arrivée du cheval à la fin du IIIe millénaire.
Ils apparaissent dans des inscriptions cunéiformes et leurs ossements se trouvent dans des sépultures du troisième millénaire avant notre ère. La taille de ces hybrides, plus grande que les exemples modernes des deux espèces parentales, a conduit à supposer que les ânes sauvages syriens utilisés historiquement dans l'élevage du kunga étaient de plus grande taille que les individus observés dans les populations sauvages des 18e et 19e siècle.

### Antiquité

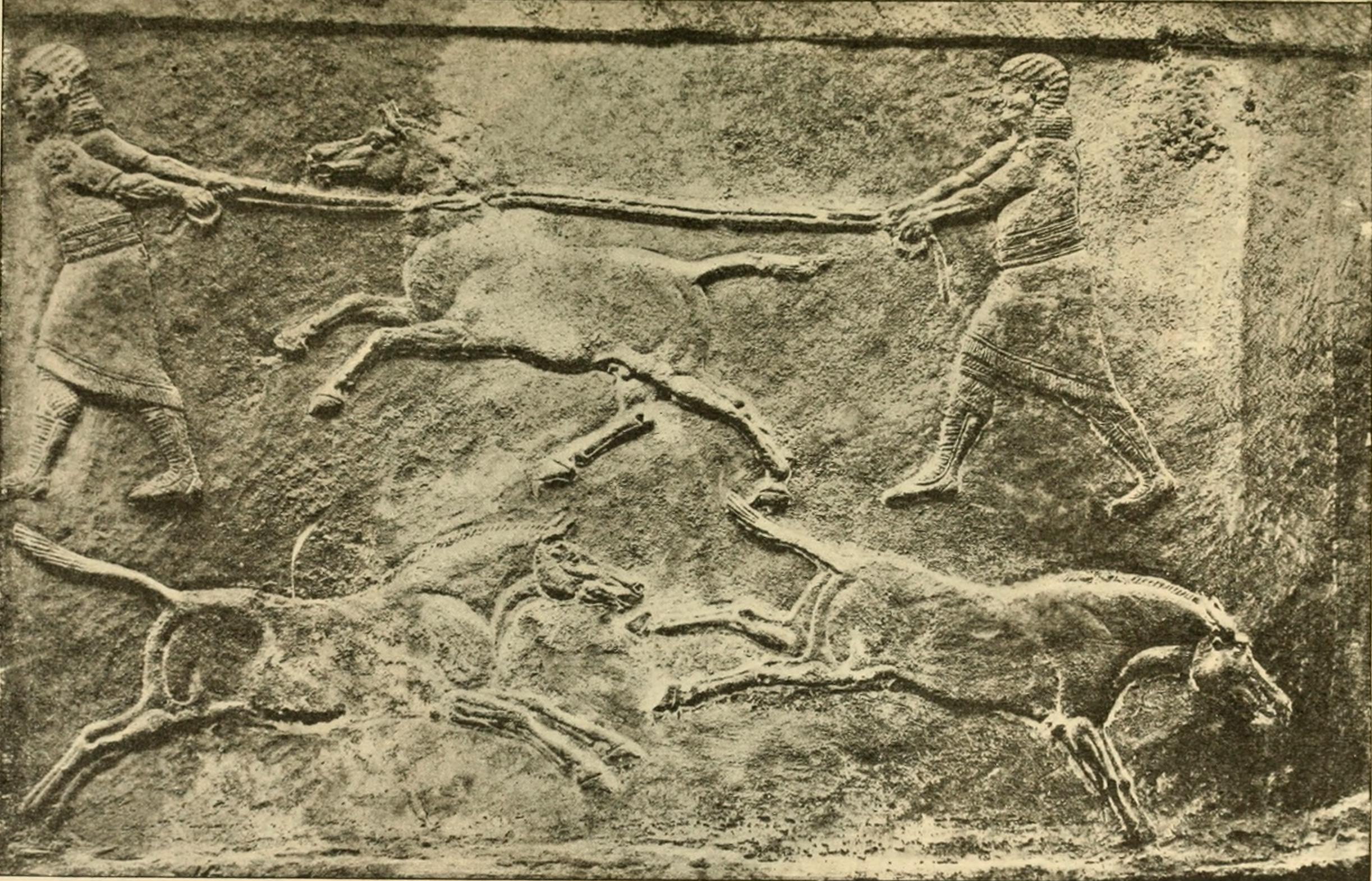
Assyriens capturant un âne sauvage au VIIe siècle avant notre ère

L'art assyrien du 7e siècle avant notre ère trouvé à Ninive révèle une scène de chasse dans laquelle des chasseurs capturent des hémippes avec des lassos.
Xénophon d'Athènes mentionne les ânes sauvages syriens dans son Anabase datant d'environ 370 avant notre ère. Il rapporte qu'ils étaient les animaux les plus couramment rencontrés en Syrie avec les autruches, les outardes et les gazelles. Xénophon déclare que les cavaliers chassaient parfois les ânes, ces derniers pouvant facilement distancer les chevaux. Il a dit que les ânes ne courraient que sur une courte distance devant les chevaux avant de s'arrêter, d'attendre que les chevaux se rapprochent, puis de courir devant encore une fois. Il a décrit les ânes comme impossibles à attraper sans une planification minutieuse. Xénophon a également raconté que la viande des ânes avait le goût d'une version plus tendre de la venaison.
On pense que cela pourrait être « l'âne sauvage » qu'Ismaël a été prophétisé comme étant dans la Genèse de l'Ancien Testament. Des références apparaissent également dans les livres de l'Ancien Testament sur Job, les Psaumes, Jérémie et le Deutérocanonique de Siracide. Le Coran, le principal livre de l'islam, dans la sourate al-Muddaththir, fait référence à une scène d'ḥumur (arabe : حُـمـر, « ânes » pluriel de حمار) fuyant une qaswara (arabe : قَـسـورة , 'Lion'), pour critiquer les personnes qui s'opposaient aux enseignements de Mahomet, comme soutenir le bien-être des moins riches.

### Hybrides ultérieurs
En plus du kunga de l'âge du bronze, quelques hybrides modernes ont été produits par le zoo de Londres à la fin du 19e siècle. En 1878, un âne sauvage syrien a été croisé avec un âne sauvage indien (une sous-espèce différente), et en 1883 un croisement inter-espèces entre un mâle âne sauvage syrien et une femelle âne sauvage abyssin a produit un poulain qui était coloré comme le père, et décrit comme « un bel animal » mais « vicieux et indomptable ».

## Extinction

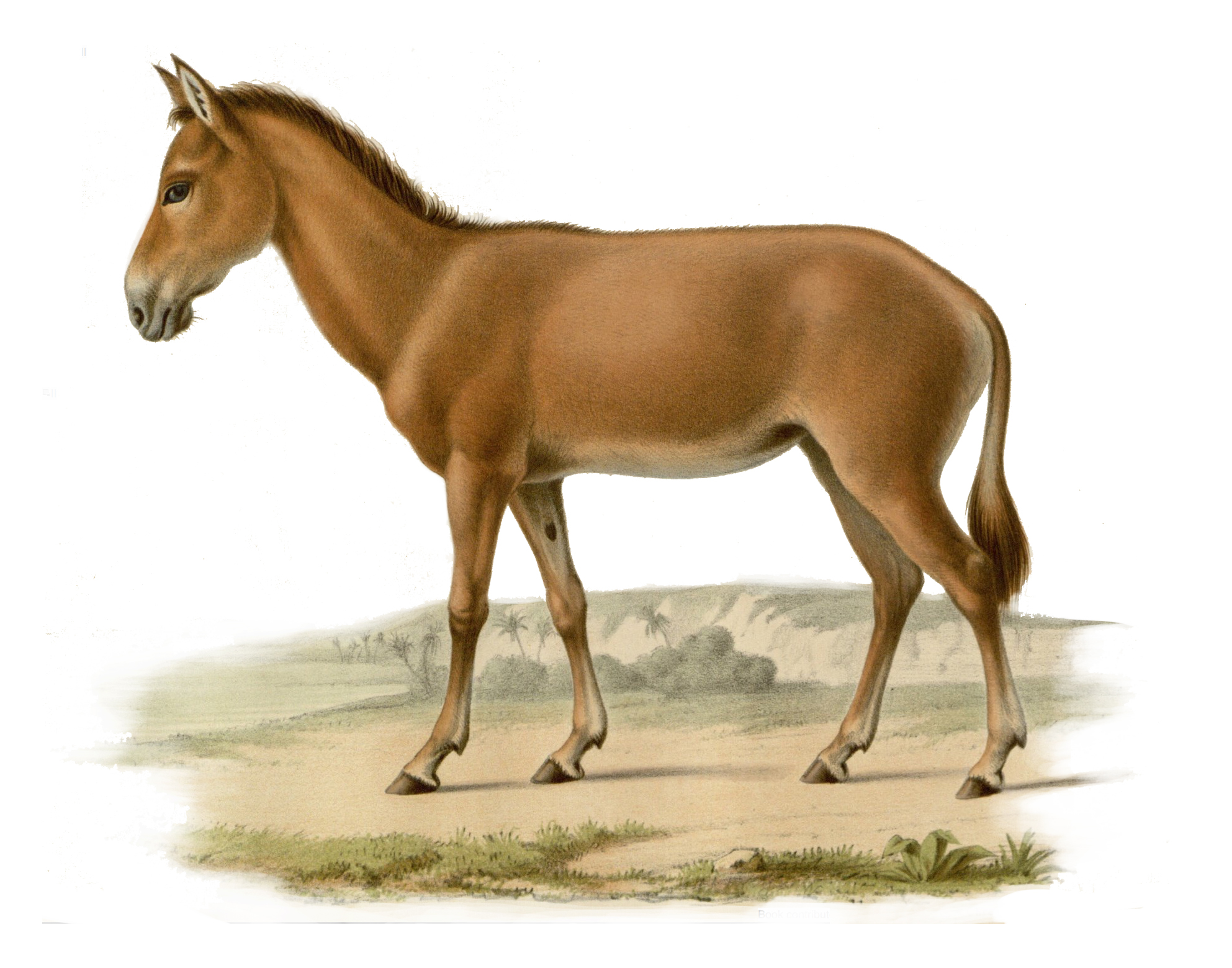
Illustration de 1869

Les voyageurs européens au Moyen-Orient au cours des 15e et 16e siècle ont rapporté avoir vu de grands troupeaux. Cependant, leur nombre a commencé à décroitre fortement au cours des 18e et 19e siècle, en raison d'une chasse excessive. Son existence a été mise en péril par les combats de la Première Guerre mondiale. Le dernier spécimen sauvage connu a été abattu en 1927 à al-Ghams près de l'oasis d'Azraq en Jordanie et le dernier spécimen captif est mort la même année au jardin zoologique de Schönbrunn, à Vienne.

### Remplacement
Après l'extinction de l'âne sauvage syrien, l'onagre persan d'Iran a été choisi comme sous-espèce appropriée pour repeupler le Moyen-Orient en remplacement d'E. h. hemippus. L'onagre de Perse a ensuite été introduit dans les aires protégées d'Arabie saoudite et de Jordanie. Il a également été réintroduit, avec le kulan turkmène, en Israël, où ils produisent tous deux des hybrides d'ânes sauvages dans les montagnes du Néguev et la réserve de Hai Bar.

## Autres sous-espèces de la même espèce
- khulan (âne sauvage de Mongolie) : Equus hemionus hemionus
- kulan du Turkménistan : Equus hemionus kulan
- khur (âne sauvage d'Inde) : Equus hemionus khur (en)
- gur (onagre de Perse) : Equus hemionus onager